# Michael Bowen
Michael Bowen Jr. (* 21. Juni 1957 in Houston, Texas) ist ein US-amerikanischer Schauspieler.

## Leben
Michael Bowen ist der Sohn des Malers Michael Bowen und der Schauspielerin Sonia Sorel. Seine Halbbrüder sind die Schauspieler Keith und Robert Carradine, seine Nichten die Schauspielerinnen Martha Plimpton und Ever Carradine. Über seine Mutter ist er mit dem Philologen Johan Ludvig Heiberg und dem Biochemiker Max Henius verwandt.
Er wirkte bislang in vier Filmen des Regisseurs Quentin Tarantino mit (Jackie Brown, Kill Bill – Volume 1, Kill Bill – Volume 2 und Django Unchained). Daneben war er in weiteren Filmen teilweise in Nebenrollen zu sehen, darunter Magnolia, Unter Null oder The Last House on the Left. Außerdem spielte er in den erfolgreichen Fernsehserien Lost und Breaking Bad (fünfte Staffel) mit.

## Filmografie (Auswahl)
- 1982: Mutant – Das Grauen im All
- 1983: Valley Girl
- 1984: Der Komet (Night of the Comet)
- 1984: The Wild Life
- 1985: Ein Engel auf Erden (Fernsehserie, Folge Tödliche Spiele)
- 1985: Die Superaufreißer (Private Resort)
- 1986: Der stählerne Adler (Iron Eagle)
- 1986: Echo Park
- 1987: Unter Null (Less Than Zero)
- 1989: The Ryan White Story
- 1990: Der Pate III (The Godfather Part III)
- 1994: Love and a .45
- 1994: Beverly Hills Cop III
- 1995: Deception – Tödliche Täuschung (True Crime)
- 1995: Emergency Room (Fernsehserie, Folge 1x11)
- 1995: Real Ghosts
- 1997: Jackie Brown
- 1998: Letters from a Killer
- 1999: Magnolia
- 1999: Gideon
- 2001: Akte X – Die unheimlichen Fälle des FBI (The X-Files, Fernsehserie, Folge 8x08 Fenster der Seele)
- 2003: Kill Bill – Volume 1 (Kill Bill: Vol. 1)
- 2004: Kill Bill – Volume 2 (Kill Bill: Vol. 2)
- 2004: Walking Tall – Auf eigene Faust (Walking Tall)
- 2006: Jack Ketchum’s The Lost – Teenage Serial Killer (The Lost)
- 2006–2007: Lost (Fernsehserie, 7 Episoden)
- 2007: Kill Bobby Z (The Death and Life of Bobby Z)
- 2008: Autopsy
- 2008: Deadgirl
- 2009: Criminal Minds (Fernsehserie, 1 Episode)
- 2009: Cabin Fever 2 (Cabin Fever 2: Spring Fever)
- 2009: The Last House on the Left
- 2011: Brawler
- 2011: Echo Park Love Story
- 2011: Apart
- 2011: The Perfect Student
- 2012–2013: Breaking Bad (Fernsehserie, 7 Episoden)
- 2012: Django Unchained
- 2012: Slumber Party Slaughter
- 2012: Soda Springs
- 2013: Duke
- 2013: Deep Dark Canyon
- 2014: Raising Hope (Fernsehserie, 1 Episode)
- 2016: Gotham (Fernsehserie, 1 Episode)
- 2016: Castle (Fernsehserie, 1 Episode)
- 2016, 2022: Animal Kingdom (Fernsehserie, 5 Episoden)
- 2021: Grey’s Anatomy (Fernsehserie, 1 Episode)